# Bajánsenye
Bajánsenye es un pueblo ubicado en el distrito de Körmend, en el condado de Vas, Hungría.

## Superficie
Posee una superficie de 21,85 kilómetros cuadrados.

## Demografía
Hasta 2019 la población era de 477 habitantes, con una densidad de población de 21,83 habitantes por kilómetro cuadrado.